# 2004.
◄ | 20. stoljeće | 21. stoljeće | 22. stoljeće | ►
◄ | 1970-ih | 1980-ih | 1990-ih | 2000-ih | 2010-ih | 2020-ih | 2030-ih | ►
◄◄ | ◄ | 2001. | 2002. | 2003. | 2004. | 2005. | 2006. | 2007. | ► | ►►
Arhitektura • Astronautika • Astronomija • Biologija • Film • Fotografija • Glazba • Kazalište • Kemija • Kiparstvo • Knjige • Književnost • Kršćanstvo • Meteorologija • Medicina • Planinarstvo • Politika • Pravo • Promet • Slikarstvo • Strip • Šport • Televizija • Znanost • Zrakoplovstvo • Željeznički promet
2004. je bila prijestupna godina prema gregorijanskom kalendaru, a započela je u četvrtak.
Ova godina bila je obilježena kao:
- Međunarodna godina riže (Ujedinjeni narodi).
- Međunarodna godina počasti borbi protiv ropstva i njegovu ukidanju (UNESCO).

## Događaji
- 4. siječnja – NASA-ina svemirska letjelica MER-A (Spirit) sletjela je na površinu Marsa.[1]
- 24. siječnja – NASA-ina svemirska letjelica MER-B (Opportunity) sletjela je na površinu Marsa.
- 4. veljače – Mark Zuckerberg stvorio je Facebook.
- 13. veljače – Znanstvenici iz Južne Koreje objavili su kloniranje 30 ljudskih embrija.
- 14. veljače – Hrvatska komercijalna televizijska postaja Kanal 5 počela je s emitiranjem programa.
- 26. veljače. – Zrakoplov u kojem se nalazilo makedonsko izalsanstvo, predvođeno predsjednikom Borisom Trajkovskim, udario u brdo Hrgud kod Stoca (BiH)
- 2. ožujka – NASA je objavila potvrdu njihove letjelice MER-B (Opportunity) da je u prošlosti bilo vode na području njezina slijetanja na Mars.
- 3. ožujka – Vojislav Koštunica izabran za premijera Srbije.
- 11. ožujka – 190 ljudi ubijeno je u eksplozijama vlakova koji su bili metom terorističkih napada u Madridu.
- 13. i 14. ožujka – Održan 4. Europski zimski bacački kup u malteškom gradu Marsi. Na natjecanju je sudjelovalo 147 natjecatelja iz 28 europskih država, koji su se natjecali u 8 atletskih bacačkih disciplina (4 muške, 4 ženske).[2][3]
- 17. ožujka – Na Kosovu izbili žestoki nemiri i prosvjedi tamošnjih Albanaca,zbog smrti dva albanska dječaka a za šta su okrivljeni Srbi. Prilikom trodnijevnih nemira,poginulo nekoliko Srba,a uništeno je više srpskih crkava i manastira.
- 29. ožujka – Irska je uvela potpunu zabranu pušenja u svim ugostiteljskim objektima.
  - Dosad najveće proširenje NATO-a u kojem su mu se pridružile Bugarska, Estonija, Latvija, Litva, Rumunjska, Slovačka i Slovenija.
- 30. travnja – Pokrenuta RTL Televizija, druga komercijalna televizijska postaja s državnom koncesijom u Hrvatskoj.
- 1. svibnja – Dosad najveće proširenje Europske unije u kojem se EU pridružilo 10 novih članica: Cipar, Češka, Estonija, Latvija, Litva, Mađarska, Malta, Poljska, Slovačka i Slovenija.
- 8. lipnja – Prvi prijelaz Venere preko sunčeve ploče nakon 1882.
- 25. lipnja – NASA-in rover Spirit je na Marsu otkrio hematit, što je jedan od dokaza da je u prošlosti bilo vode na Marsu.
- 26. svibnja – FC Porto osvojio UEFA Ligu prvaka pobijedivši AS Monaco u finalu rezultatom 3:0.
- 27. lipnja – Boris Tadić izabran za predsjednika Srbije.
- 1. srpnja – Svemirska letjelica Cassini-Huygens ušla u orbitu planeta Saturna.
- 4. srpnja – Položen kamen temeljac tornja Freedom Tower u New Yorku, koji će stajati na mjestu WTC-a srušenog u terorističkom napadu 11. rujna 2001.
  - Grčka nogometna reprezentacija osvojila je Europsko prvenstvo u Portugalu pobijedivši reprezentaciju domaćina rezultatom 1:0.
- 19. srpnja – Potpisana Mostarska deklaracija.[4]
- 1. kolovoza – Oko 400 ljudi je poginulo, a više od 100 nestalo u požaru koji je izbio u trgovačkom centru u Asunciónu, glavnom gradu Paragvaja.
- 3. kolovoza – NASA lansirala svemirsku letjelicu MESSENGER u misiji na planet Merkur.
- 13. kolovoza – Orkan Charley ubio je 27 osoba na Floridi nakon što je uzeo četiri žrtve na Kubi i jednu na Jamajci. Charley je bio najrazorniji orkan koji je pogodio SAD nakon Andrewa iz 1992.
- 13. do 29. kolovoza – Održane su Olimpijske igre u Ateni.
- 22. kolovoza – Naoružani pljačkaši ukrali su nekoliko umjetničkih dijela slikara Edvarda Muncha iz muzeja u Oslu, glavnom gradu Norveške.
- 24. kolovoza – Svih 89 putnika poginulo je u sudaru dvaju putničkih zrakoplova u Rusiji. Vlasti su pretpostavljale da su za nesreću odgovorni čečenski pobunjenici.
- 29. kolovoza – Hrvatska rukometna reprezentacija osvojila je zlatnu olimpijsku medalju pobijedivši u finalu reprezentaciju Njemačke rezultatom 26:24.
- 1. rujna – Talačka kriza u Beslanu: Čečenski pobunjenici uzeli su između 1000 i 1500 taoca, većinom djece, u školi u gradu Beslanu u Sjevernoj Osetiji tražeći puštanje pobunjenika iz zatvora u susjednoj Ingušetiji i nezavisnost Čečenije od Rusije.
- 3. rujna – Ruske snage završile su talačku krizu u Beslanu. Ubijeno je najmanje 335 ljudi, od čega oko 40 otmičara, a ozlijeđeno ih je najmanje 700.
  - Prestanak orkana Frances koji je za sobom ostavio 15 žrtava na Bahamima te u američkim saveznim državama Floridi, Georgiji i Južnoj Karolini.
- 7. rujna – Orkan Ivan prošao je kroz Karibe pokupivši sa sobom pedesetak života. Desetak dana kasnije orkan je opustošio i južni dio SAD-a.
- 25. rujna – Prestanak orkana Jeanne koji je za sobom ostavio više od 3000 žrtava, najviše na Haitiju.
- 24. listopada – Brazil je uspješno lansirao svoju prvu raketu u svemir.
- 26. listopada – Svemirska sonda Cassini-Huygens prošla je 1200 kilometara od Saturnovog mjeseca Titana.
- 2. studenoga – George W. Bush pobijedio je senatora Johna Kerryja na američkim predsjedničkim izborima.
- 16. studenoga – Europska svemirska sonda Smart 1 prešla je iz zemljine u mjesečevu orbitu.
- 21. studenoga – Završni krug predsjedničkih izbora u Ukrajini. Službeni pobjednik je Viktor Janukovič, ali nakon kritika međunarodnih promatrača i velikih prosvjeda u Kijevu, ukrajinski Vrhovni sud poništio je rezultate i donio odluku o ponavljanju izbora.
- 28. studenoga – U eksploziji rudnika ugljena u Kini poginulo je više od 150 ljudi.
- 11. prosinca – Testovi su pokazali da je ukrajinski oporbeni predsjednički kandidat Viktor Juščenko bio otrovan velikom količinom dioksina.
- 15. prosinca – Albanski teroristi oteli su autobus u Ateni tražeći otkupninu od milijun eura.
- 22. prosinca – Naoružani pljačkaši ukrali su više od 22 milijuna funti (oko 45 milijuna eura) iz banke u Sjevernoj Irskoj.
- 26. prosinca – Najmanje 250.000 ljudi poginulo je u naletima tsunamija uzrokovanih najjačim potresom na području Indijskog oceana u posljednjih 40 godina.
  - Oporbeni kandidat Viktor Juščenko pobijedio je u ponovljenim ukrajinskim predsjedničkim izborima.
- 30. prosinca – 192 osobe poginule su u požaru koji je izbio u noćnom klubu u argentinskom glavnom gradu Buenos Airesu.
- 31. prosinca – Ukrajinski premijer Viktor Janukovič podnio ostavku.
  - Službeno otvorenje Taipeija 101, s 508 metara visine trenutačno najvišeg nebodera na svijetu.

## Rođenja
- 4. siječnja – Victor Wembanyama, francuski košarkaš
- 10. siječnja – Kaitlyn Maher, američka pjevačica i glumica
- 11. siječnja – Marko Bošnjak, hrvatski pjevač
- 26. siječnja – Zrinka Ljutić, hrvatska alpska skijašica
- 13. ožujka – Coco Gauff, američka tenisačica
- 17. travnja – Diano Neris Ćeško, hrvatski rukometaš
- 5. kolovoza – Pablo Gavi, španjolski nogometaš
- 25. kolovoza – Rokas Pukštas, američki nogometaš
- 18. rujna – Marin Šotiček, hrvatski nogometaš

## Smrti

### Siječanj
- 2. siječnja – Etta Moten Barnett, američka glumica i pjevačica (* 1901.)
- 4. siječnja – Valentin Putanec, hrvatski jezikoslovac (* 1917.)
- 10. siječnja – Spalding Gray, američki glumac (* 1941.)
- 11. siječnja – Ivo Marjanović, hrvatski glumac (* 1913.)
- 17. siječnja – Radovan Ivančević, hrvatski povjesničar umjetnosti (* 1931.)
- 21. siječnja – Anton Marti, hrvatski televizijski redatelj (* 1923.)
- 22. siječnja – Ann Miller, američka glumica (* 1923.)
- 25. siječnja – Miklós Fehér, mađarski nogometaš (* 1979.)
- 28. siječnja – Artur Takač, hrvatski sportski djelatnik (* 1918.)

### Veljača
- 1. veljače – Dragan Čuturić, hrvatski književnik i pripovjedač (* 1944.)
- 6. veljače – Humphry Osmond, britanski psihijatar (* 1917.)
- 14. veljače – Marco Pantani, talijanski biciklist (* 1970.)
- 17. veljače – José López Portillo, meksički političar i predsjednik Meksika (* 1920.)
- 24. veljače – John Randolph, američki glumac (* 1915.)
- 25. veljače − Ante Brkan, hrvatski umjetnički fotograf (* 1918.)
- 26. veljače – Boris Trajkovski, makedonski političar i predsjednik Makedonije (* 1956.)
- 29. veljače – Ljubomir Balaban, baranjski privrednik i društveno-politički radnik (* 1949.)

### Ožujak
- 2. ožujka – Mercedes McCambridge, američka glumica (* 1916.)
- 3. ožujka – Muniswamy Rajgopal, indijski hokejaš na travi (* 1926.)
- 7. ožujka – Paul Winfield, američki glumac (* 1939.)
- 8. ožujka – Robert Pastorelli, američki glumac (* 1954.)
- 16. ožujka – Šime Balen, hrvatski novinar i publicist (* 1912.)
- 18. ožujka – Lovro Županović, hrvatski akademik i glazbenik (* 1925.)
- 22. ožujka – Ahmed Jasin, suosnivač i vođa radikalnog palestinskog pokreta i terorističke organizacije Hamas (* 1937.)
- 22. ožujka – Slobodan Bodo Kovačević, bosanskohercegovački skladatelj i gitarist (* 1946.)
- 22. ožujka – Mirko Braun, hrvatski nogometaš (* 1942.)
- 26. ožujka – Jan Sterling, američka glumica (* 1921.)
- 28. ožujka – Peter Ustinov, engleski glumac i redatelj (* 1921.)

### Travanj
- 3. travnja – Gabriella Ferri, talijanska pjevačica (* 1942.)
- 8. travnja – Željko Hegedušić, hrvatski slikar, grafičar (* 1906.)
- 22. travnja – Sunčana Škrinjarić, hrvatska književnica (* 1931.)

### Svibanj
- 7. svibnja – Vlade Pezelj, hrvatski katolički svećenik (* 1929.)
- 10. svibnja – Augustin Blazović, hrvatski pjesnik (* 1921.)
- 20. svibnja – Dubravko Horvatić, hrvatski pjesnik, novelist i esejist (* 1939.)
- 27. svibnja – Jelica Vlajki, hrvatska glumica (* 1919.)
- 28. svibnja – Umberto Agnelli, predsjednik Fiata (* 1934.)
- 29. svibnja – Ivica Šerfezi, hrvatski kantautor i pjevač zabavne glazbe (* 1935.)

### Lipanj
- 4. lipnja – Stanko Banić, hrvatski katolički svećenik (* 1917.)
- 4. lipnja – Marko Majstorović, hrvatski katolički svećenik, monsinjor (* 1928.)
- 5. lipnja – Ronald Reagan, američki glumac i 40. predsjednik SAD-a (* 1911.)
- 10. lipnja – Anto Gardaš, hrvatski književnik (* 1938.)
- 10. lipnja – Ray Charles, američki pjevač i glazbenik (* 1930.)
- 13. lipnja – Stevan Dedijer, srpski fizičar (* 1911.)
- 27. lipnja – Petar Gračanin, general Jugoslavenske narodne armije (* 1923.)
- 29. lipnja – Stipe Šuvar, hrvatski političar (* 1936.)

### Srpanj
- 1. srpnja – Marlon Brando, američki glumac (* 1924.)
- 1. srpnja – Jasper Ridley, britanski književnik (* 1920.)
- 1. srpnja – Aleksa Todor Skalovski, makedonski skladatelj (* 1909.)
- 2. srpnja – Sophia de Mello Breyner, portugalska pjesnikinja (* 1919.)
- 6. srpnja – Thomas Klestil, austrijski političar i predsjednik Austrije (* 1932.)
- 7. srpnja – Vlado Kristl, hrvatski slikar, autor animiranih filmova (* 1923.)
- 9. srpnja – Isabel Sanford, američka glumica (* 1917.)
- 21. srpnja – Jerry Goldsmith, američki skladatelj filmske glazbe (* 1929.)
- 21. srpnja – Edward B. Lewis, američki genetičar (* 1918.)
- 28. srpnja – Francis Harry Compton Crick, britanski fizičar i biolog (* 1916.)
- 31. srpnja – Josip Kopjar, hrvatski katolički svećenik (* 1941.)

### Kolovoz
- 8. kolovoza – Fay Wray, američka glumica (* 1907.)
- 12. kolovoza – Godfrey N. Hounsfield, engleski inženjer (* 1919.)
- 13. kolovoza – Julia Child, američka autorica, kuharica i televizijska voditeljica (* 1912.)
- 14. kolovoza – Czesław Miłosz, poljski pjesnik i pisac (* 1911.)
- 15. kolovoza – Sune K. Bergstrom, švedski biokemičar (* 1916.)
- 17. kolovoza – Zvjezdana Ladika, hrvatska redateljica (* 1921.)
- 21. kolovoza – Stjepan Spajić, hrvatski poduzetnik i osnivač NK Hrvatski dragovoljac (* 1952.)
- 23. kolovoza – Łucja Danielewska, poljska književnica (* 1932.)
- 26. kolovoza – Laura Branigan, američka pjevačica i glumica (* 1952.)
- 29. kolovoza – Ivan Lacković Croata, hrvatski likovni umjetnik (* 1932.)
- 29. kolovoza – Vladimir Velebit, jugoslavenski političar i diplomat (* 1907.)

### Rujan
- 2. rujna – Ozren Nedoklan, hrvatski nogometaš (* 1922.)
- 12. rujna – Davor Antolić, hrvatski glumac (* 1934.)
- 12. rujna – Max Abramovitz, američki arhitekt (* 1908.)
- 15. rujna – Johnny Ramone, američki glazbenik (* 1948.)
- 19. rujna – Skeeter Davis, američka country pjevačica (* 1931.)

### Listopad
- 3. listopada – Janet Leigh, američka glumica (* 1927.)
- 5. listopada – Rodney Dangerfield, američki glumac i komičar (* 1921.)
- 5. listopada – Maurice Wilkins, britanski biolog (* 1916.)
- 8. listopada – Jacques Derrida, francuski filozof (* 1930.)
- 10. listopada – Christopher Reeve, američki glumac i aktivist (* 1952.)
- 18. listopada – Ilija Džuvalekovski, makedonski glumac (* 1915.)
- 22. listopada – Ana Adamec, hrvatska povjesničarka umjetnosti (* 1927.)
- 27. listopada – Pierre Béarn – francuski književnik (* 1902.)
- 27. listopada – Zdenko Runjić, hrvatski skladatelj (* 1942.)
- 30. listopada – Mladen Đurđević, hrvatski križaljkaš (* 1944.)

### Studeni
- 1. studenoga – Mac Dre, američki reper (* 1970.)
- 2. studenoga – Theo van Gogh, nizozemski publicist, glumac, filmski redatelj i televizijski producent (* 1957.)
- 9. studenoga – Stieg Larsson, švedski književnik i novinar (* 1954.)
- 11. studenoga – Yasser Arafat, palestinski vođa (* 1929.)
- 12. studenoga – Josip Županov, hrvatski sociolog (* 1923.)
- 17. studenoga – Velimir Valenta, hrvatski veslač (* 1929.)
- 19. studenoga – John R. Vane, britanski farmakolog (* 1927.)
- 24. studenoga – Arthur Hailey, englesko-kanadski književnik (* 1920.)
- 29. studenoga – John Drew Barrymore, američki glumac (* 1932.)

### Prosinac
- 5. prosinca – Siniša Triva, hrvatski akademik i pravnik (* 1919.)
- 7. prosinca – Julije Knifer, hrvatski slikar (* 1924.)
- 8. prosinca – Dimebag Darrell, američki glazbenik (* 1966.)
- 17. prosinca – Tom Wesselmann, američki slikar i kipar (* 1931.)
- 19. prosinca – Vojin Jelić, hrvatsko-srpski književnik i publicist (* 1921.)
- 19. prosinca – Marko Belinić, hrvatski političar (* 1911.)
- 19. prosinca – Renata Tebaldi, talijanska sopranistica (* 1922.)
- 21. prosinca – Zvonimir Vučković, srpski vojni zapovjednik (* 1916.)
- 22. prosinca – Josip Generalić, hrvatski slikar (* 1935.)
- 28. prosinca – Jerry Orbach, američki glumac (* 1935.)
- 28. prosinca – Noni Žunec, slovenski operni i koncertni pjevač (* 1921.)
- 29. prosinca – Julius Axelrod, američki biokemičar (* 1912.)

## Nobelova nagrada za 2004. godinu
- Fizika: David Gross, David Politzer i Frank Wilczek
- Kemija: Aaron Ciechanover, Avram Hershko i Irwin Rose
- Fiziologija i medicina: Richard Axel i Linda B. Buck
- Književnost: Elfriede Jelinek
- Mir: Wangari Muta Maathai
- Ekonomija: Finn E. Kydland i Edward C. Prescott

## Vanjske poveznice
|  | Zajednički poslužitelj ima još gradiva o temi 2004. |